# Vézins-de-Lévézou

Vézins-de-Lévézou este o comună în departamentul Aveyron din sudul Franței. În 1 ianuarie 2022 avea o populație de 650 de locuitori.